# Governatorato di Płock
Il governatorato di Płock (in polacco Gubernia Płocka, in russo Плоцкая губерния?) fu un'unità amministrativa (governatorato) del Regno del Congresso (Polonia).
Fu creato nel 1837 dal Voivodato di Płock ed ebbe gli stessi confini e capitale (Płock) del voivodato. Nel 1867 i territori del governatorato di Augustów e di Płock furono suddivisi in un governatorato di Płock minore, nel governatorato di Suwałki e per ricreare il governatorato di Łomża.